# Johann Matthias Hungerbühler
Pour les articles homonymes, voir Hungerbühler.
Johann Matthias Hungerbühler, né le 2 septembre 1805 à Wittenbach (originaire du même lieu) et mort le 14 juillet 1884 à Saint-Gall, est une personnalité politique suisse.
Il est membre du Conseil national de 1848 à 1875 (président en 1852-53) et conseiller d'État du canton de Saint-Gall de 1838 à 1859, 1862 à 1864 et 1873 à 1878 .

## Biographie

### Origines et famille
Johann Matthias Hungerbühler naît le 2 septembre 1805 à Wittenbach, dans le canton de Saint-Gall. Il est originaire de la même commune.
Il est le fils de Ludwig Moritz Hungerbühler (1771-1866), à la fois médecin et dirigeant d'une clinique pour malades mentaux et d'une exploitation agricole, et d'Anna Catharina Gerster, fille du médecin de Wittenbach. Il est le sixième d'une fratrie de douze enfants (dont seuls neuf survivent).
Il épouse Johanna Staub en 1843.

### Études et parcours professionnel
Johann Matthias Hungerbühler passe son enfance à Wittenbach, où il fréquente l'école villageoise. Il part étudier au gymnase catholique de Saint-Gall en 1816. Il y fait la connaissance du doyen Joseph Anton Sebastian Federer von Berneck, ardent défenseur du joséphisme. Cette rencontre marquera fortement le parcours intellectuel du jeune homme.
En 1822, il part étudier la théologie catholique en Allemagne, à Fribourg-en-Brisgau. Il choisit cette université par attachement aux idées défendues par Federer von Berneck. Après quatre semestres d'études cependant, il décide de changer d'orientation professionnelle : il se reconnaît dans les idées du siècle des Lumières, le rationalisme et le libéralisme, des idéaux qu'il peine à réconcilier avec les enseignements qui lui sont dispensés en faculté de théologie. Il décide alors d'entreprendre des études de droit, d'abord à Genève, puis à Paris, à la Sorbonne. En 1830, ses études de droit sont interrompues par l'agitation politique liée à l'instauration de la monarchie de juillet. Hungerbühler quitte Paris et se met à voyager, dans le sud de la France puis en Italie. Il fait des visites culturelles diverses, mais en profite également pour s'informer de la pratique de la justice pénale, visitant notamment les galères du bagne de Toulon. À Rome, il reçoit une lettre de ses parents l'informant de la situation politique en Suisse ; estimant qu'une révolution politique est imminente dans le canton de Saint-Gall, ils lui demandent de rentrer au pays car, selon eux, le canton aura très bientôt besoin d'experts pour rédiger une nouvelle constitution cantonale. Hungerbühler arrive à Wittenbach en novembre 1930.
Bien qu'il n'ait pas obtenu son diplôme, il travaille en tant qu'avocat à Saint-Gall à partir de 1831. Il préside le Tribunal cantonal de 1864 à 1873.
Il est exempté de service militaire pour cause de myopie et de charges publiques.

### Parcours politique
Il est élu au Grand Conseil de Saint-Gall en 1835. Il en est membre sans interruption jusqu'en 1870 et le préside en 1865. Il y siège à nouveau de 1873 à 1878. Il y défend des opinions libérales radicales.
Il est chancelier d'État de 1835 à 1838. Le Grand Conseil l'élit conseiller d'État pour la première fois en 1838. Il appartient au gouvernement cantonal saint-gallois une première fois jusqu'en 1859, une deuxième fois de 1862 à 1864 et enfin de 1873 à 1878. Pendant ces mandats, il est tour à tour responsable de six départements différents : justice, police, affaires intérieures, construction, finances, éducation ; il dirige le gouvernement cantonal dix fois (titre de Landaman). Il porte notamment le projet de l'introduction d'un gymnase non confessionnel, qui aboutit en 1856 avec l'ouverture du gymnase cantonal à Burggraben. De concert avec Gallus Jakob Baumgartner (1797-1869), il plaide également pour la création de lignes de chemins de fer, notamment entre Rorschach et la ville de Saint-Gall, puis entre Zurich et Saint-Gall, via Winterthour, Frauenfeld et Wil. Le premier tronçon de cette voie, entre Zurich et Baden, est inauguré en août 1847. En 1855, le premier train entre Winterthour et Wil circule et, en 1856, c'est le tronçon entre Wil et Saint-Gall qui est enfin achevé.
Il est membre de l'Assemblée constituante saint-galloise de 1859 à 1861. Il se rapproche du centre libéral vers 1866 et fait campagne pour une église d'État joséphiste. Il fait d'ailleurs réintégrer à son poste l'ancien doyen de son gymnase, Joseph Sebastian Federer von Berneck, lequel avait été démis de ces fonctions en raison de sa défense de ce courant de pensée. Pendant le Kulturkampf, il s'oppose fermement à l'ultramontanisme.
Il occupe son premier poste au niveau fédéral en 1847-1848, en tant que représentant fédéral dans le canton de Schwyz après la dissolution du Sonderbund : lui et l'Appenzellois Johann Heinrich Heim sont chargés d'organiser la transition vers un retour dans la Confédération du canton militairement défait. Ils disposent pour se faire de pouvoirs étendus, soutien militaire compris (des troupes d'occupation sont sur place). Ils parviennent à faire mener à bout leur mission, à savoir que Schwytz paie bien les coûts de guerre qui lui ont été attribués, que Schwytz renonce officiellement à faire partie du Sonderbund et que de nouvelles élections cantonales soient organisées.
En 1848, il est délégué de Saint-Gall à la Diète. En octobre de la même année, il se présente comme candidat au Conseil national lors des premières élections fédérales suisses ; il est élu dans la circonscription de St. Gallen-Nordwest[réf. nécessaire]. Il est réélu huit fois de suite à cette fonction. En 1852-53, il est président du Conseil national,. En 1855, il se présente sans succès au Conseil fédéral. Aux élections du Conseil national de 1875, il n'est pas réélu[réf. nécessaire]. Cette année-là, les forces politiques catholiques conservatrices ont le vent en poupe : le peuple st-gallois rejette également une nouvelle constitution cantonale d'inspiration libérale, une constitution qui aurait affaibli le pouvoir de l'église. Ces forces politiques conservatrices opposées au libéralisme voient donc leurs efforts couronnés de succès, elles qui ont combattu ce texte, notamment à travers la création de différents journaux conservateurs, dont die Ostchweiz.

## Publications
- Verzeichnis der Verfassungsräte des Kantons St. Gallen : Mit Anmerkungen herausgegeben, um den Wählern für die bevorstehende Wahl der Kantonsräthe die Bildung einer Kandidatenliste zu erleichtern.,1831. Dans ce pamphlet, publié anonymement, Johann Matthias Hungerbühler dresse des portraits humoristiques et peu amènes des différents constituants ayant rédigé la nouvelle constitution saint-galloise adoptée le 23 mars 1831. Comme son sous-titre l'indique, ces portraits ont été rédigés dans le but d'influencer les électeurs, les candidats ayant ses faveurs étant ceux qu'il décrits comme étant des libéraux. Ce document a été par la suite versé aux archives cantonales saint-galloise par sa famille[8].
- Ueber das öffentliche Irrenwesen in der Schweiz, 1846